# Mummius Faustianus
(Lucius) Mummius Faustianus war ein römischer Senator des 3. Jahrhunderts n. Chr.
Faustianus war Patrizier. Nach seiner Quästur, die er als Kandidat des Kaisers ausübte, wurde er Legat der Diözese Hipponensium in Numidien. Im Jahr 262 bekleidete er zusammen mit Kaiser Gallienus das Konsulat. In das Jahr seines Konsulats fiel ein wichtiges Ereignis, das einen markanten Einschnitt in der Regierungszeit des Gallienus bedeutete, die Dezennalienfeier im September. Als erster Kaiser nach Severus Alexander konnte wieder ein Herrscher sein zehnjähriges Thronjubiläum begehen. Nach dem Konsulat war Faustianus Kurator der Via Appia und praefectus alimentorum. Außerdem war Faustianus Mitglied der Quindecimviri sacris faciundis.
Faustianus war verheiratet mit Tarruntenia Paulina; seine Söhne waren Mummius Faustianus Tarruntenius Paternus und Mummius Faustianus Iunior, seine Tochter war Mummia Tarruntenia Corneliana.